# 엄길선
엄길선(嚴吉善, 1934년 3월 15일~ 2005년 7월 9일)은 조선민주주의인민공화국의 영화인이다. 영화 배우, 영화 감독으로 및 최고인민회의 대의원으로 활동했다. 1995년부터 조선예술영화촬영소 총장을 지냈으며, 김일성훈장 수훈자, 김일성상 계관인이며, 로력영웅 칭호를 받았다.